# جوي فاغان
جوي فاغان (بالإنجليزية: Joe Fagan)‏، من مواليد 12 مارس 1921 في ليفربول في إنجلترا، وتوفي في 30 يونيو 2001 في ليفربول في إنجلترا، مدرب كرة قدم إنجليزي سابق.
وقد درب نادي ليفربول منذ عام 1983 وحتى عام 1985.